# 플라워 (2017년 영화)
《플라워》(영어: Flower)는 미국에서 제작된 맥스 윙클러 감독의 2017년 코미디 드라마 영화이다. 조이 도이치, 캐스린 한, 애덤 스콧, 팀 하이데커, 조이 모건 등이 출연하였고, 브랜던 제임스 등이 제작에 참여하였다.

## 줄거리
엄마 로리와 샌퍼낸도밸리에 사는 17살 에리카는 친구들과 함께 소아성애자들을 함정에 빠뜨리는 일종의 자경단 활동을 하고 있다. 에리카는 이렇게 뜯어낸 돈을 착실히 모아 카지노 강도 혐의로 감옥에 들어간 아빠 보석금으로 쓸 생각이다.
어느 날 로리의 새 남자친구 밥의 18살 아들 루크가 재활 시설에서 퇴소하면서 에리카네 집에서 함께 살게 된다. 루크가 과거 교사 윌에게 성폭행을 당했다는 걸 알게 된 에리카와 친구들은 다음 목표 대상으로 윌을 고른다.

## 출연
- 조이 도이치 - 에리카 밴드로스 역
- 캐스린 한 - 로리 밴드로스 역
- 애덤 스콧 - 윌 조던 역
- 팀 하이데커 - 밥 셔먼 역
- 조이 모건 - 루크 셔먼 역
- 딜런 걸룰라 - 칼라 역
- 에릭 에덜스틴 - 데일 도터 역
- 제이크 존슨 - 레이먼드 밴드로스 역